# Roda de timó

Roda clàssica de fusta d'un vaixell de vela gran.

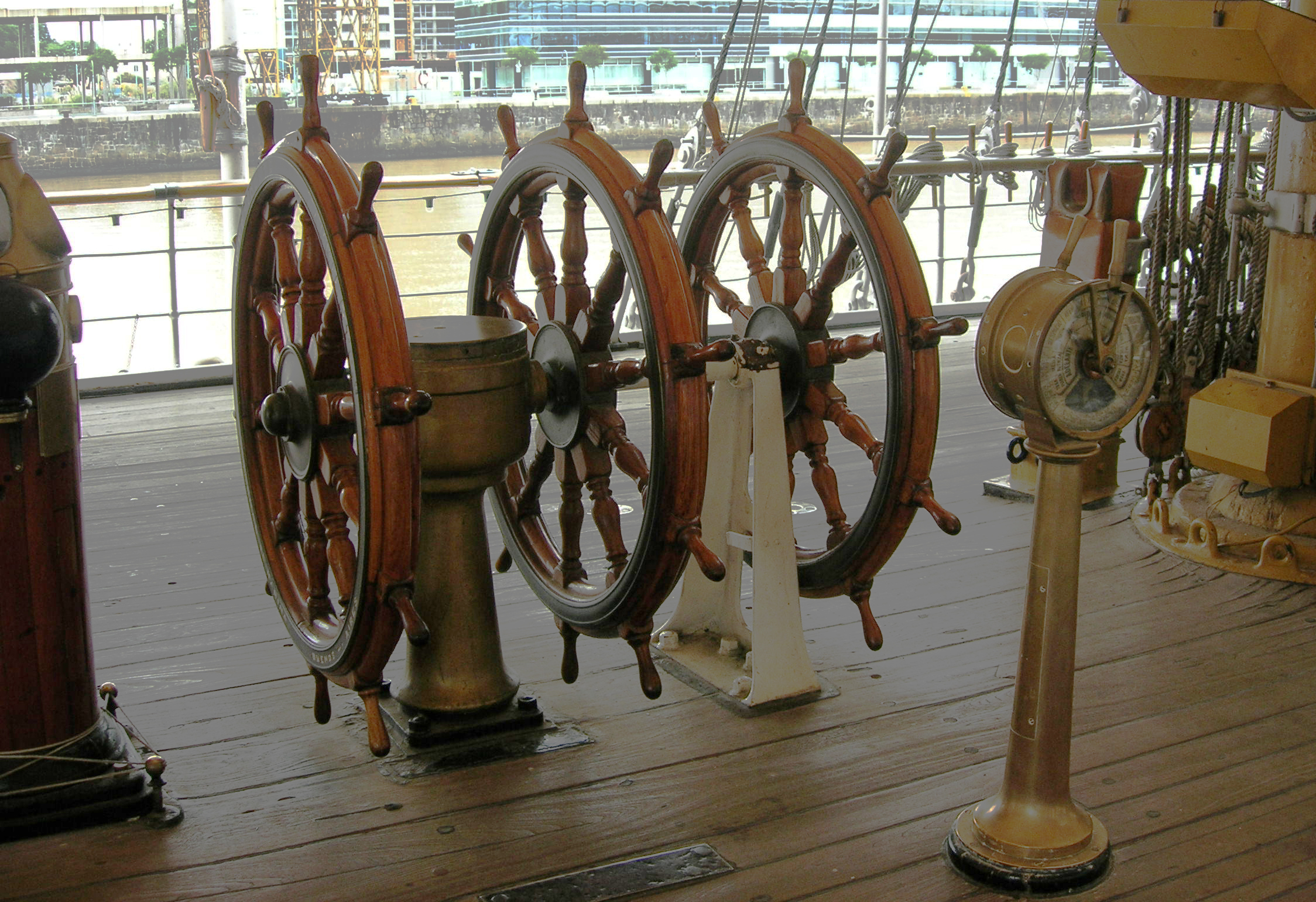
Roda de timó múltiple.

Esquema de l'aparell de govern d'un vaixell de vela dels segles XVIII i XIX

La roda de timó consisteix en una roda que fa moure el timó mitjançant politges i cables. També se l'anomena simplement timó , inclosa la resta del mecanisme de direcció o fins i tot canya que fa referència al timó clàssic. És el mètode més modern d'ajustar l'angle del timó respecte de la línia de cruxia, i d'aquesta manera canviar el rumb del vaixell. En un vaixell, el sistema de control del moviment del timó, pot tenir tres formes bàsiques diferents el timó de canya i el timó de roda, i més recent, el timó tipus palanca de control.

## Descripció
Els primers vaixells amb roda de timó (c. 1700) funcionaven en correspondència al moviment de la canya clàssica, amb un moviment cap a la dreta (que corresponia a un moviment de la canya cap a la dreta) girant per tant el timó del vaixell cap a babord, fent virar el vaixell cap a babord. Finalment, la direcció de control de la roda es va invertir per fer-lo més intuïtiu tal com s'acciona el volant d'un vehicle de motor, funcionant de la següent forma:
- Roda la via: El vaixell segueix el mateix rumb
- Roda a babord: El vaixell vira a babord
- Roda a estribord: El vaixell vira a estribord

Encara que sigui de roda es segueix emprant el terme canya. La roda sol estar connectada a un servosistema mecànic, elèctric o hidràulic. El disseny de la roda de timó va donar origen al volant del cotxe actual.

## Timó tipus palanca de control
En alguns vaixells moderns s'ha substituït la roda per un sistema de posicionament dinàmic, el seu comandament es realitza mitjançant una palanca de control, un simple commutador que controla remotament un accionament electromecànic o electrohidràulic per al timó, amb un indicador de posició del timó en la presentació d'informació al timoner.

## Galeria

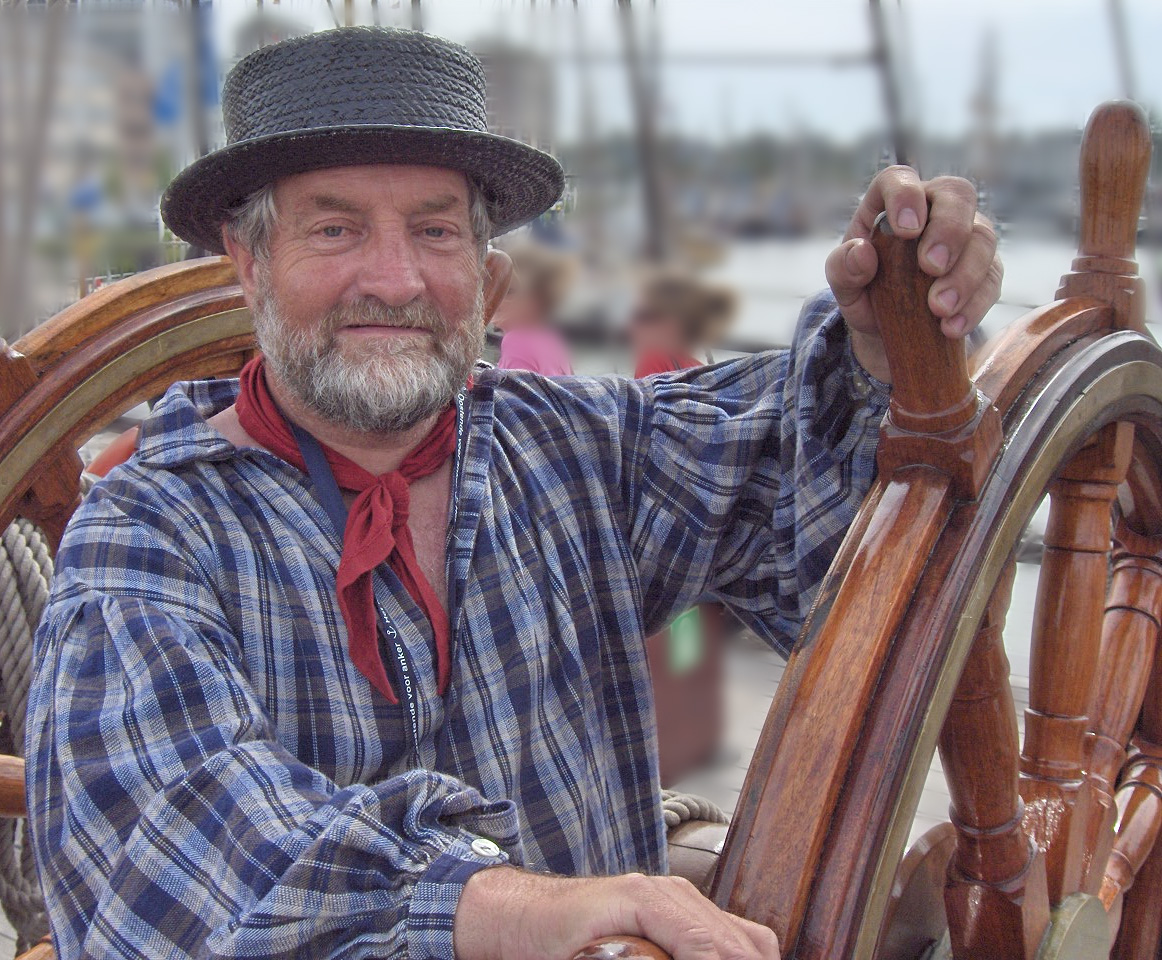
A la canya.
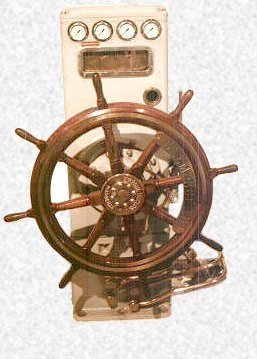
Roda del Clemenceau.
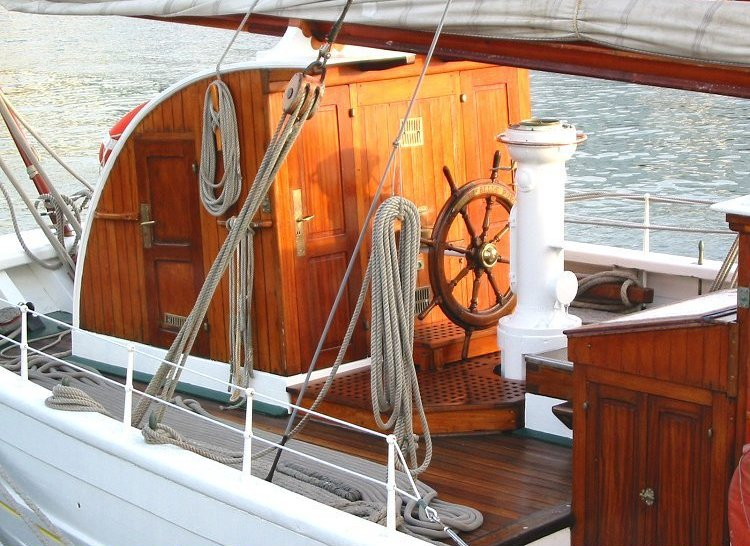
Roda del iot Belle Poule.